# Lieneke Dijkzeul
Lieneke Dijkzeul (Sneek, 7 maart 1950) is een Nederlandse schrijfster van kinderboeken en volwassenenliteratuur.

## Biografie
Na haar jeugd verhuisde ze naar Amsterdam, nabij Schiphol en tegenwoordig woont ze in Culemborg. Ze was actief als beroepskeuzetester voordat ze begon met schrijven na de geboorte van haar dochter (1979). Ze schreef korte verhalen voor de Donald Duck, de Taptoe en de Okki.
In 1990 schreef ze haar eerste jeugdboek, Houd je taai. Daarna schreef ze nog meer boeken, voornamelijk jeugdromans. Het onderwerp in haar boeken is vooral eenzaamheid, naar eigen zeggen "omdat ieder mens hier eens in zijn leven mee in aanraking komt". Voor haar boek Aan de bal won ze in 2005 een Glazen Globe en een Vlag en Wimpel.
Sinds 2006 schrijft ze ook boeken voor volwassenen. In dat jaar verscheen haar debuutthriller De stille zonde, die zowel door het publiek als in recensies goed werd ontvangen. De in 2007 uitgegeven literaire thriller Koude lente werd genomineerd voor de Gouden Strop 2008, maar die prijs ging uiteindelijk naar Cel van Charles den Tex. In 2020 verscheen  Een vorm van verraad, dat net als haar andere thrillers draait om rechercheur Paul Vegter.